# Iris willmottiana
Iris willmottiana là một loài thực vật có hoa trong họ Diên vĩ. Loài này được Foster miêu tả khoa học đầu tiên năm 1901.